# ألفريد غوردون
ألفريد غوردون (بالإنجليزية: Alfred Gordon)‏‏ (1874 في باريس - 1953 ) طبيب أعصاب من الولايات المتحدة.